# Тигляевская Рочуга
Тигляевская Рочуга — река в России, течёт по территории Лешуконского района Архангельской области. Устье реки находится в 2 км по левому берегу протоки Мезени — Едомский Полой. Длина реки составляет 20 км.

## Данные водного реестра
По данным государственного водного реестра России относится к Двинско-Печорскому бассейновому округу, водохозяйственный участок реки — Мезень от водомерного поста деревни Малонисогорская и до устья. Речной бассейн реки — Мезень.
Код объекта в государственном водном реестре — 03030000212103000048838.